# لیودمیلا گوریوا
لیودمیلا گوریوا (روسی: Людмила Николаевна Гуреева؛ ۱۲ فوریهٔ ۱۹۴۳ – ۴ اکتبر ۲۰۱۷) بازیکن والیبال اهل اتحاد جماهیر شوروی سوسیالیستی بود.